# Vanguard (Satellit)

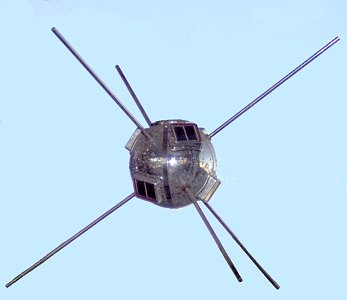
Bild von Vanguard 1, dem ersten erfolgreichen Satelliten der Serie

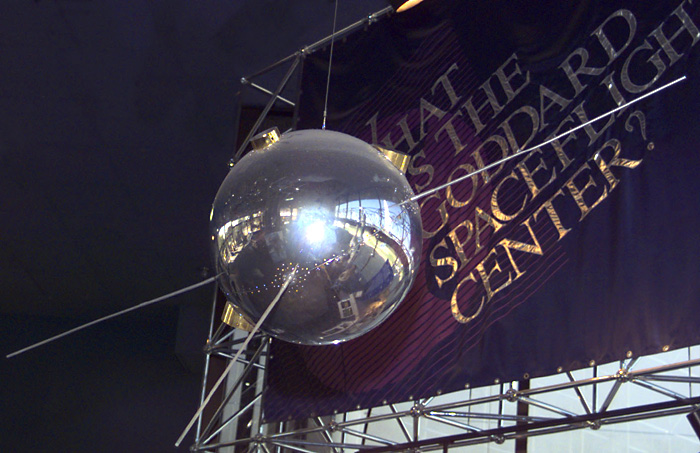
Vanguard 2

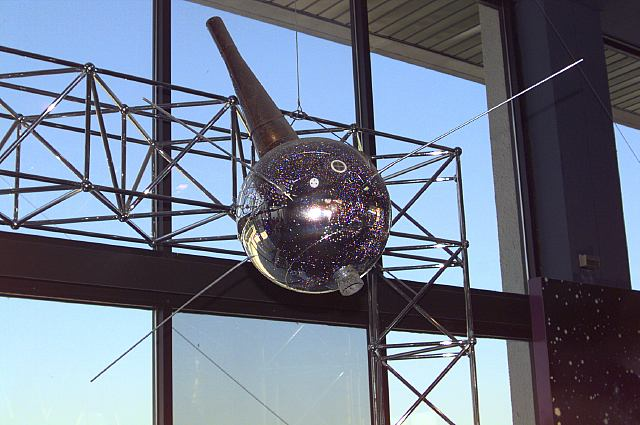
Vanguard 3

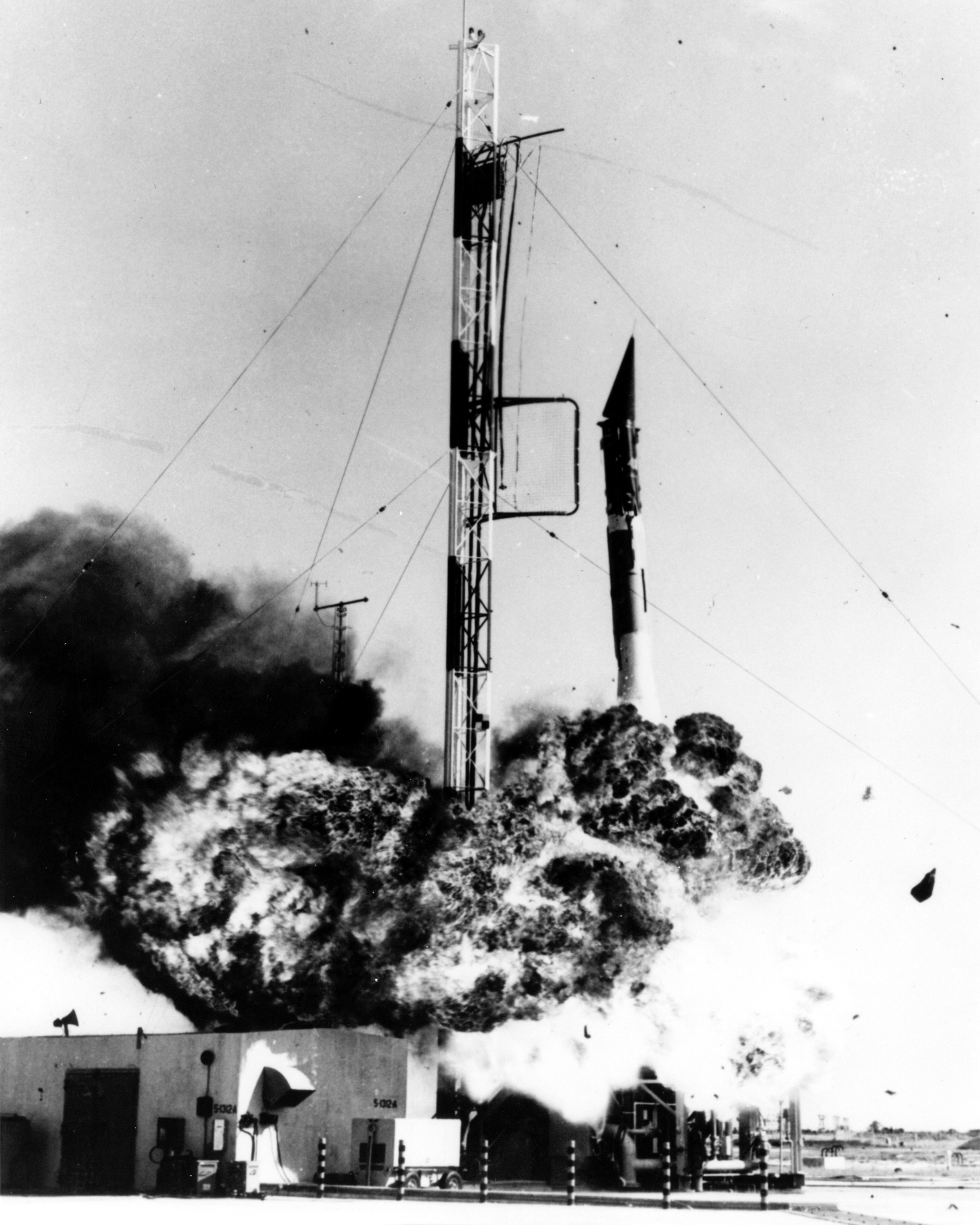
Die Vanguard-Trägerrakete TV3 explodiert kurz nach dem Abheben beim ersten Start am 6. Dezember 1957

Die Vanguard-Satelliten waren zwölf Forschungs- und Testsatelliten der NASA. Bei insgesamt elf Starts mit der gleichnamigen Rakete gelang es, zwei der Satelliten in eine Erdumlaufbahn zu bringen. Ein Satellit trennte sich nicht von der oberen Raketenstufe, und neun Satelliten gingen verloren. Der erste Satellit sollte nach Sputnik 1 und 2 der Sowjetunion der erste Satellit Amerikas sein. Der Start wurde überall in den USA im Fernsehen ausgestrahlt, so dass Millionen von Menschen zusahen, wie der Start misslang.

## Geschichte
Bis zum 4. Oktober 1957 herrschte in den Vereinigten Staaten von Amerika und in der restlichen westlichen Welt die Meinung vor, dass der erste künstliche Erdsatellit aus den Vereinigten Staaten kommen würde. An diesem Tag brachte jedoch die Sowjetunion den ersten Satelliten, Sputnik 1, ins All. Politiker, Raumfahrtexperten und große Teile der Bevölkerung in den Vereinigten Staaten waren schockiert (siehe Sputnikschock). Erstaunt waren die dortigen Raumfahrtexperten auch über die Masse des sowjetischen Satelliten, nämlich 80 kg. Das war etwa 53 Mal so viel wie die Masse des Raumfahrzeugs, das in den Vereinigten Staaten als erster Satellit vorgesehen war, des Vanguard-Satelliten der US Navy. Die Regierung der Vereinigten Staaten hatte berichtet, der Vanguard-Satellit hätte bereits startfertig auf einer Startrampe in Cape Canaveral gestanden. Die Verlautbarung beruhte auf einer wahrheitswidrigen Aussage von James Hagerty, dem Pressesprecher des Weißen Hauses. In seiner Verzweiflung, dem Publikum eine positive Raumfahrtmeldung zu überbringen, hatte er behauptet, dass Amerika schon in wenigen Tagen mit den Sowjets gleichziehen werde, denn das Naval Research Laboratory werde mit einer Vanguard-Rakete ebenfalls einen Satelliten starten. Über diese Ankündigung war die Vanguard-Entwicklungsgruppe völlig konsterniert. Die Rakete war weit davon entfernt, einsatzbereit zu sein. Offizielle Satellitenstarts waren nicht vor dem Frühjahr 1958 vorgesehen. Für Anfang Dezember hatte man jedoch geplant, die Rakete erstmals mit allen drei aktiven Stufen zu testen. Für den unwahrscheinlichen Fall, dass der Test erfolgreich verlaufen sollte, wollte man einen winzigen Testsatelliten von der Größe einer Grapefruit in den Orbit bringen. Zu ihrem großen Missfallen mussten die Entwickler nun ansehen, wie Reporter in großer Anzahl Cape Canaveral besuchten, um dem Publikum über den Start von Vanguard 1 (letztlich Vanguard TV3 genannt) zu berichten. Nirgendwo wurde der Testcharakter des Abschusses erwähnt, der Erfolg wurde mehr oder weniger als sicher vorausgesetzt.
Der erste Start der Vanguard-Rakete war für den 6. Dezember 1957 angesetzt. Das Fernsehen brachte damals die erste große landesweite Direktübertragung eines Raumfahrtereignisses in Millionen US-amerikanischer Haushalte. Die Fernsehsendung grub sich tief in das nationale Gedächtnis der USA ein. Das Triebwerk der Rakete zündete, langsam hob die Vanguard etwa einen Meter von der Startrampe ab. Dann fiel sie wieder zurück auf die Rampe und detonierte in einer großen Explosion. Der tatsächliche Vanguard 1 war schließlich nicht der erste, sondern nach Sputnik 1 und 2 sowie Explorer 1 der vierte künstliche Erdsatellit. Am 17. März 1958, ziemlich genau zu dem Zeitpunkt, für den es das Projektteam ursprünglich auch geplant hatte, gelang es, ihn in den Orbit zu bringen. Eine Erstleistung vollbrachte er dennoch: Er war das erste Raumfahrzeug, das Solarzellen zur Stromversorgung verwendete. Die Verbindung zu ihm konnte über sechs Jahre lang aufrechterhalten werden und er befindet sich bis heute im Orbit. Er ist damit das älteste von Menschen angefertigte Objekt im Weltraum. Seine Bahn dürfte noch etwa 240 Jahre stabil bleiben, bevor er in die Erdatmosphäre wiedereintreten soll.
Insgesamt versuchte das NRL zwischen dem 6. Dezember 1957 und dem 18. September 1959 elfmal, einen Vanguard-Satelliten ins All zu bringen. Lediglich drei dieser Starts verliefen erfolgreich.

## Technik
Die Satelliten waren alle sehr kleine und leichte Objekte, da die damalige Vanguard-Trägerrakete nicht viel an Nutzlast aufnehmen konnte. Sie wurden meistens von Batterien (gelegentlich auch von zusätzlichen Solarzellen) betrieben. Die Raumfahrzeuge wurden vom Naval Research Laboratory gebaut und dienten zu Forschungszwecken.

## Liste der Starts
Die Satelliten wurden allesamt auf der Trägerrakete Vanguard, die auf der Höhenforschungsrakete Viking basierte, gestartet. Dass die Rakete nicht richtig ausgereift war, zeigte sich bald. Die Starts erfolgten von der Cape Canaveral AFS aus der Startrampe 18A. Die drei erfolgreichen Raumfahrzeuge erhielten die Bezeichnung Vanguard 1, 2 und 3. Die fehlgeschlagenen Missionen wurden entweder als TV (Test Vehicle) deklariert (TV 3, TV 3 Backup) oder als SLV (Satellite Launch Vehicle) bezeichnet.
| Satellit         | Startdatum (UTC)  | Masse   | Orbit                    | NSSDC ID  | Anmerkungen                                                                                        |
| ---------------- | ----------------- | ------- | ------------------------ | --------- | -------------------------------------------------------------------------------------------------- |
| Vanguard TV3     | 06.12.1957, 16:44 | 1,36 kg | –                        | –         | Fehlschlag. Rakete explodiert 2 Sekunden nach der Zündung auf der Startrampe                       |
| Vanguard TV3BU   | 05.02.1958, 07:33 | 1,36 kg | –                        | –         | Fehlschlag. Rakete zerbricht nach 58 Sekunden durch Versagen der Lagekontrolle                     |
| Vanguard 1       | 17.03.1958, 12:15 | 1,47 kg | 654 km × 3969 km, 34,25° | 1958-002A | Erfolg                                                                                             |
| Vanguard TV5     | 29.04.1958, 02:53 | 9,75 kg | –                        | –         | Fehlschlag. Versagen der Elektrik der zweiten Stufe, wodurch die dritte Stufe nicht gezündet wurde |
| Vanguard SLV1    | 28.05.1958, 03:46 | 9,75 kg | –                        | –         | Fehlschlag. Probleme mit der Lagekontrolle verhindern das Erreichen einer Umlaufbahn               |
| Vanguard SLV2    | 26.06.1958, 05:00 | 10,0 kg | –                        | –         | Fehlschlag. Zweite Stufe schaltet schon nach acht Sekunden wieder ab, dritte Stufe nicht gezündet  |
| Vanguard SLV3    | 26.09.1958, 15:38 | 10,0 kg | –                        | –         | Fehlschlag. Zweite Stufe leistete nicht ausreichend Leistung                                       |
| Vanguard 2       | 17.02.1959, 15:55 | 9,8 kg  | 559 km × 3320 km, 32,88° | 1959-002A | Erfolg                                                                                             |
| Vanguard SLV5    | 14.04.1959, 02:49 | 10,3 kg | –                        | –         | Fehlschlag. Lagekontrolle der zweiten Stufe geht bei Abtrennung der ersten Stufe verloren          |
| Vanguard Balloon | 14.04.1959, 02:49 | ?       | –                        | –         | Fehlschlag. Lagekontrolle der zweiten Stufe geht bei Abtrennung der ersten Stufe verloren          |
| Vanguard SLV6    | 22.06.1959, 20:16 | 10,3 kg | –                        | –         | Fehlschlag. Druckverlust in den Tanks nach Zündung der zweiten Stufe                               |
| Vanguard 3       | 18.09.1959, 05:20 | 22,7 kg | 512 km × 3744 km, 33,3°  | 1959-010A | Teilerfolg. Dritte Stufe trennte sich nicht vom Satelliten                                         |